# Hyllisia damarensis
Hyllisia damarensis là một loài bọ cánh cứng trong họ Cerambycidae.